# مدرسة الأستاذ بهجت (مسلسل)
مدرسة الأستاذ بهجت- مسلسل أردني، تم عرضه في عام 2006م، من تأليف: ممدوج حمادة، وإخراج: أنور السعودي. ومن إنتاج المركز العربي للخدمات السمعية والبصرية.

## قصة المسلسل وأحداثه
تدور أحداث المسلسل العائلي الأردني" مدرسة الأستاذ بهجت" علي مدار (30) حلقة حول العديد من القضايا والموضوعات التي يحتاج فيها الفتيان إلي التوجيه والتوعية المناسبين، والمسلسل يغطي جزءً مهما من النقص الشديد في الأعمال الموجهة للأطفال والفتيان على الشاشات العربية،.

## طاقم العمل
يتكون طاقم عمل المسلسل الأردني العائلي" مدرسة الأستاذ بهجت" من مجموعة كبيرة من الممثلين، نذكر من بينهم:
- فارس الحلو. ويقوم بدور الأستاذ "بهجت" والحلو ممثل سوري ، مواليد أغسطس 1961م.
- عاكف نجم. ممثل أردني مواليد 1960م
- إياد نصار. ممثل أردني من أصل فلسطيني، مواليد نوفمبر 1971م.
- علي عبدالعزيز.ممثل أردني مواليد 1942م.
- منذر ريحانة. ممثل أردني مواليد أبريل 1979م.
- رائد عودة.ممثل أردني، خريج فنون جميلة قسم إخراج وتمثيل من جامعة اليرموك.
- محمد المجالي. ممثل أردني مواليد أغسطس 1980م
- نادية عودة. ممثلة أردنية، مواليد لبنان 1978م.
- يسرا العوضي. ممثلة أردنية ، من أعمالها مسلسل "من نبع الحياة"
- رانيا اسماعيل. ممثلة أردنية مواليد 1973م.
- رفعت النجار. ممثلة أردنية مواليد يناير 1955م.
- أسماء مصطفى. ممثلة أردنية مواليد أبريل 1973م
- عبير اللحام. ممثلة أردنية من أعمالها مسلسل"المشراف"
- ريم سعادة. ممثلة أردنية مواليد يناير 1991م
- أنور خليل. ممثل أردني مواليد 1953م.
- نادرة عمران. ممثلة أردنية مواليد 1961م.
- داوود جلاجل. ممثل أردني مواليد 1947م، وتوفي في 2022م
- ديانا رحمة. ممثلة لبنانية لها أكثر من (95) عمل فني.
- ياسر المصري. ممثل أردني مواليد الكويت 1947م
- علي عليان. ممثل سوري.